# Cho Yoon-sun
Cho Yoon-sun (22 de julio de 1966) es una abogada, escritora y política surcoreana. Fungió como Ministra de Igualdad de Género y Familia y posteriormente como Ministra de Cultura surcoreana.

## Vida y carrera
Nació el 22 de julio de 1966, en Seúl. Asistió a la Escuela Secundaria Sehwa, se graduó en 1984 y posteriormente se graduó en la Universidad Nacional de Seúl, con licenciatura en Relaciones Internacionales en 1988. Más tarde asistió a la Escuela de Leyes de Columbia , donde recibió su Maestría en derecho en 2001.
Pasó el examen de abogada en 1991, y se unió al Bufete de abogados Kim & Chang donde se convirtió en socia. Durante la elección presidencial de 2002 trabajó como portavoz de Lee Choi-chang del Gran Partido Nacional.
Dejó Kim & Chang en 2006 para trabajar para Citibank Corea donde se convirtió en Asesora General y directora gerencial. Se retiró de Citibank Corea en 2008, cuando fue elegida en la Asamblea Nacional 18.
En 2013 fue nombrada Ministra de Igualdad de Género y Familia.
En 2014 dejó el ministerio para convertirse en Secretaria de Asuntos Políticos del Presidente Park Geun-hye. Sin embargo, renunció a ese cargo en 2015, tras no cumplir con las metas del presidente para las reforma a las pensiones de los empleados públicos.
Posteriormente enseñó durante un año en la Universidad Sungshin, Facultad de Derecho.
En agosto de 2016 el presidente Park la nombró como la nueva Ministra de Cultura, Deportes y Turismo. Ella renunció a su cargo en enero de 2017.

## Escritora
Cho ha escrito sobre la cultura de Corea del Sur. Ha publicado dos libros, y escribe regularmente para la publicación de una revista. Entre sus obras están los libros Meeting Opera at an Arts Gallery, que fue elegida por el Ministerio de Cultura como el Libro del Cultural del Año 2008, y Culture is the Answer (2011).